# Lori tricolore
 (novembre 2016).
Si vous disposez d'ouvrages ou d'articles de référence ou si vous connaissez des sites web de qualité traitant du thème abordé ici, merci de compléter l'article en donnant les références utiles à sa vérifiabilité et en les liant à la section « Notes et références ».
Lorius lory
Espèce
Statut de conservation UICN

 LC  : Préoccupation mineure
Statut CITES
Le Lori tricolore ou Lori à calotte noire (Lorius lory) est une espèce d'oiseau appartenant à la sous-famille des Loriinae.

## Description
Comme la plupart des Loriinae, le Lori tricolore présente un plumage très coloré. Chez cette espèce, le rouge vif domine. Le front, la calotte, la nuque, le dos, la poitrine et le ventre sont noir brillant avec des reflets bleuâtres. Les ailes sont vertes avec une barre alaire jaune sur le dessous, donc surtout visible lorsque l'oiseau est en vol. Le bec et les iris sont orange vif, les pattes gris anthracite.
Cet oiseau mesure environ 31 cm.

## Sous-espèces
Sept sous-espèces sont reconnues chez le Lori tricolore :
- Lorius lory cyanauchen (S. Muller, 1841) avec le noir tirant beaucoup plus vers le bleu que chez toutes les autres sous-espèces ;
- Lorius lory erythrothorax Salvadori, 1877, avec du rouge remplaçant le noir au niveau du cou et de la poitrine ;
- Lorius lory jobiensis (A.B. Meyer, 1874), proche de salvadorii et de viridicrissalis mais avec la coloration rouge moins vive ;
- Lorius lory lory (Linnaeus, 1758), sous-espèce type dont le plumage correspond à la description générale ;
- Lorius lory salvadorii A.B. Meyer, 1891, proche de erythtrothorax mais avec davantage de noir sur la poitrine ;
- Lorius lory somu (Diamond, 1967) avec le noir limité au front, à la calotte et au ventre ;
- Lorius lory viridicrissalis Beaufort, 1909, proche de salvadorii mais avec le noir tirant vers le bleu.

## Répartition et habitat
Le Lori tricolore est assez commun en Nouvelle-Guinée et dans certaines îles de la baie de Geelvink.
Le Lori tricolore peuple les forêts de plaine, les palmeraies régulièrement inondées (par les fleuves aux abords de leurs embouchures) mais occasionnellement aussi les forêts de montagne jusqu'à 1000, exceptionnellement 1750 mètres.

## Comportement
Le Lori tricolore vit en petits groupes familiaux qui se réunissent parfois en bandes plus nombreuses sur des arbres fleuris. Assez discret, cet oiseau effectue des déplacements quotidiens entre ses dortoirs forestiers et ses zones alimentaires.

## Alimentation
Cette espèce se nourrit de fleurs (y compris de pollen), de bourgeons, de baies, de graines immatures, de larves et d'insectes. Il apprécie particulièrement les fleurs de plantes grimpantes comme celles du genre Frecynetia (Pandanaceae).

## Reproduction
La période de reproduction débute en mai. Les mâles effectuent des parades pour attirer les femelles en effectuant des révérences, ailes déployées, et en émettant de doux gazouillis. La femelle pond deux œufs dans un nid aménagé dans un arbre creux. L'incubation dure 23 à 26 jours. Les jeunes s'envolent vers l'âge de 9 semaines.

## Captivité
C'est un oiseau de compagnie se reproduisant assez facilement en captivité.

### Sources
- Forshaw J.M. (2006) Parrots of the World. An identification guide. Princeton University Press, Princeton, Oxford, 172 p.
- Mario D. & Conzo G. (2004) Le grand livre des perroquets. de Vecchi, Paris, 287 p.